# Art LaFleur
Art LaFleur (Gary, 9 de septiembre de 1943-North Hollywood, 17 de noviembre del 2021) fue un actor estadounidense de cine y televisión.

## Biografía
LaFleur inició su carrera a finales de la década de 1970. Activo en el cine y la televisión, registró apariciones en producciones como Rescue from Gilligan's Island, The Sandlot, M*A*S*H, Cobra, The Blob y The Replacements, entre otras.
Falleció rodeado de su familia en la noche del 17 de noviembre del 2021, tras batallar por más de una década con una variante agresiva del mal del Parkinson.

## Filmografía

### Cine y televisión
| Año       | Título                                                         | Papel                        | Notas       |
| --------- | -------------------------------------------------------------- | ---------------------------- | ----------- |
| 1978      | Rescue from Gilligan's Island                                  | Ivan                         | Telefilme   |
| 1980      | The Hollywood Knights                                          | Thomas                       |             |
| 1980      | Any Which Way You Can                                          |                              |             |
| 1980      | M*A*S*H                                                        |                              | 1 episodio  |
| 1982      | Cannery Row                                                    | Portero                      |             |
| 1982      | Lois Gibbs and the Love Canal                                  |                              | Telefilme   |
| 1982      | I Ought to Be in Pictures                                      |                              |             |
| 1982      | In the Custody of Strangers                                    | Clifford                     | Telefilme   |
| 1982      | Two of a Kind                                                  | Cocinero                     | Telefilme   |
| 1982      | Jekyll and Hyde... Together Again                              | Relojero                     |             |
| 1983      | Sometimes I Wonder                                             | Joe                          | Telefilme   |
| 1983      | The Invisible Woman                                            | Phil                         | Telefilme   |
| 1983      | Who Will Love My Children?                                     | Krause                       | Telefilme   |
| 1983      | WarGames                                                       | Guarda                       |             |
| 1983      | Emergency Room                                                 |                              | Telefilme   |
| 1984      | Unfaithfully Yours                                             | Sargento                     |             |
| 1984      | Sins of the Past                                               |                              | Telefilme   |
| 1984      | Boys in Blue                                                   | Stanley Singleton            | Telefilme   |
| 1984      | City Heat                                                      | Bruiser                      |             |
| 1985      | Trancers                                                       | McNulty                      |             |
| 1985      | The Man with One Red Shoe                                      | Agente de la CIA             |             |
| 1985      | Zone Troopers                                                  | Mittens                      |             |
| 1986      | The Fifth Missile                                              | Animal Meslinsky             | Telefilme   |
| 1986      | A Winner Never Quits                                           | John Stewart                 | Telefilme   |
| 1986      | Cobra                                                          | Capitán Sears                |             |
| 1986      | Say Yes                                                        | Ernest                       |             |
| 1986      | Little Spies                                                   | Sargento Westwood            | Telefilme   |
| 1986      | Penalty Phase                                                  | Pete Pavlovich               | Telefilme   |
| 1987      | Rampage                                                        | Mel Sanderson                |             |
| 1987      | The Three Kings                                                |                              | Telefilme   |
| 1987      | Scarecrow and Mrs. King                                        | Rodney Hobart                | 1 episodio  |
| 1988      | The Wrong Guys                                                 | Woody Winslow                |             |
| 1988      | The Blob                                                       | Sr. Penny                    |             |
| 1989      | Field of Dreams                                                | Chick Gandil                 |             |
| 1990      | Keaton's Cop                                                   | Detective Ed Hayes           |             |
| 1990      | Air America                                                    | Jack Neely                   |             |
| 1990      | Death Warrant                                                  | Sargento DeGraf              |             |
| 1991      | Oscar                                                          | Oficial Quinn                |             |
| 1991      | Trancers II                                                    | McNulty                      |             |
| 1991      | Acting Sheriff                                                 | Capt. Van Patten             | Telefilme   |
| 1992      | Live! From Death Row                                           | Lockart                      | Telefilme   |
| 1992      | Mr. Baseball                                                   | Skip                         |             |
| 1992      | Forever Young                                                  | Padre de Alice               |             |
| 1993      | Jack the Bear                                                  | Sr. Festinger                |             |
| 1993      | The Sandlot                                                    | Babe Ruth                    |             |
| 1994      | Maverick                                                       | Jugador de poker             |             |
| 1994      | In the Army Now                                                | Sargento Brandon T. Williams |             |
| 1995      | Man of the House                                               | Red Sweeney                  |             |
| 1996      | First Kid                                                      | Morton                       |             |
| 1997      | Running Time                                                   | Warden                       |             |
| 1997      | Hijacking Hollywood                                            | Eddie                        |             |
| 1997      | Lewis and Clark and George                                     | Fred                         |             |
| 1998      | The Garbage Picking Field Goal Kicking Philadelphia Phenomenon | Gus Rogenheimer              | Telefilme   |
| 1998      | Best of the Best 4: Without Warning                            | Big Joolie                   |             |
| 1999      | Last Chance                                                    | Jimmy                        |             |
| 1999      | Tycus                                                          | Shyler                       |             |
| 2000      | The Replacements                                               | Banes                        |             |
| 2001      | Beethoven's 4th                                                | Sargento Rutledge            |             |
| 2002      | The Santa Clause 2                                             | Hada de los dientes          |             |
| 2004      | A Cinderella Story                                             | Entrenador                   |             |
| 2004      | Breaking the Fifth                                             | Abraham Polinsky             |             |
| 2005      | Hostage                                                        | Bill Jorgenson               |             |
| 2005      | McBride: Tune in for Murder                                    | Armen                        | Telefilme   |
| 2006      | The Santa Clause 3: The Escape Clause                          | Hada de los dientes          |             |
| 2007      | Shiloh Falls                                                   | Comisario                    |             |
| 2008      | Bad Guys                                                       | Shep                         |             |
| 2008      | Speed Racer                                                    |                              |             |
| 2009      | War Wolves                                                     | Leo                          | Telefilme   |
| 2009      | Ace Ventura Jr: Pet Detective                                  | Russell Hollander            |             |
| 2010      | Ilegales                                                       | Agente Wallace               |             |
| 2010      | The Rig                                                        | Ken Fleming                  |             |
| 2011      | Dahmer Vs. Gacy                                                | Dr. Hess                     |             |
| 2012      | Bring Me the Head of Lance Henriksen                           | Art                          |             |
| 2012      | Ben and Kate                                                   | Sr. Carlson                  | 1 episodio  |
| 2012-2013 | Have You Met Miss Jones?                                       | Limo Lou                     | 2 episodios |
| 2013      | House Hunting                                                  | Don Thomson                  |             |
| 2013      | A Snow Globe Christmas                                         | Sr. Barns                    | Telefilme   |
| 2015      | Key and Peele                                                  | Padre                        | 1 episodio  |
| 2016      | The Last Treasure Hunt                                         | Robert Sinclair              |             |
| 2017      | Dive                                                           | Padre                        |             |